# Giovanni Maria Angioy (politico)
Giovanni Maria Angioy (Cagliari, 11 novembre 1909 – Cagliari, 2 ottobre 2000) è stato un politico italiano.
Eletto alla Camera nel 1953, è stato deputato al parlamento italiano ininterrottamente dalla II alla IV Legislatura nelle file dell'MSI, del cui gruppo fece parte del consiglio direttivo nella II legislatura.

## Incarichi
- Componente della IV COMMISSIONE (FINANZE E TESORO) (II legislatura)
- Componente della COMMISSIONE SPECIALE PER LA RATIFICA DEI DECRETI LEGISLATIVI EMANATI DAL GOVERNO DURANTE IL PERIODO DELLA COSTITUENTE (II legislatura)
- Componente della COMMISSIONE SPECIALE PER L'ESAME DEL DISEGNO DI LEGGE N.1703: "CONVERSIONE IN LEGGE DEL DECRETO LEGGE 21 GIUGNO 1955, N.492, RECANTE PROVVEDIMENTI A FAVORE DEGLI AGRICOLTORI E DEGLI ALLEVATORI SARDI DANNEGGIATI DALLA SICCITÀ" (II legislatura)
- Componente della COMMISSIONE SPECIALE PER L'ESAME DEL DISEGNO DI LEGGE COSTITUZIONALE N.1942: "FACOLTÀ DI ISTITUIRE, CON LEGGE ORDINARIA, GIUDICI SPECIALI IN MATERIA TRIBUTARIA" E DEL DISEGNO DI LEGGE N.1944: "RIFORMA DEL CONTENZIOSO TRIBUTARIO" (II legislatura)
- Componente della COMMISSIONE SPECIALE PER L'ESAME DELLE PROPOSTE DI LEGGE COSTITUZIONALI ALDISIO E LI CAUSI NN.2406 E 2810 CONCERNENTI L'ALTA CORTE PER LA REGIONE SICILIANA E LA CORTE COSTITUZIONALE (II legislatura)
- Componente della COMMISSIONE PARLAMENTARE CONSULTIVA PER IL PARERE SULLE NORME DELEGATE CONCERNENTI L'ATTRIBUZIONE DI FUNZIONI STATALI DI INTERESSE ESCLUSIVAMENTE LOCALE ALLE PROVINCE, AI COMUNI E AD ALTRI ENTI LOCALI E PER L'ATTUAZIONE DEL DECENTRAMENTO AMMINISTRATIVO (II legislatura)
- Componente della RAPPRESENTANZA DELLA CAMERA ALL'ASSEMBLEA UNICA DELLE COMUNITÀ EUROPEE (II legislatura)
- Componente della COMMISSIONE PARLAMENTARE PER LO STUDIO DELLA PROCEDURA D'ESAME DEI BILANCI (II legislatura)
- Componente della GIUNTA PER L'ESAME DELLE DOMANDE DI AUTORIZZAZIONE A PROCEDERE IN GIUDIZIO (III legislatura)
- Componente della V COMMISSIONE (BILANCIO E PARTECIPAZIONI STATALI) (III legislatura)
- Componente della COMMISSIONE SPECIALE PER L'ESAME DEI DISEGNI DI LEGGE NN.60, 61 E 62, RELATIVI AI BILANCI DEI TRE MINISTERI FINANZIARI PER L'ESERCIZIO FINANZIARIO 1958-59 (III legislatura)
- Componente della COMMISSIONE SPECIALE PER L'ESAME DEI DISEGNI DI LEGGE N. 1: "AUTORIZZAZIONE ALL'ESERCIZIO PROVVISORIO DEL BILANCIO PER L'ANNO FINANZIARIO 1958 - 1959 " E N. 12: "PROVVIDENZE PER LA RIPARAZIONE DI DANNI PROVOCATI DA AVVERSE CONDIZIONI ATMOSFERICHE, NONCHÉ VARIAZIONI DELLO STATO DI PREVISIONE DELL'ENTRATA PER L'ESERCIZIO FINANZIARIO 1957 - 1958 " (III legislatura)
- Componente della RAPPRESENTANZA DELLA CAMERA NELL'ASSEMBLEA PARLAMENTARE EUROPEA (III legislatura)
- Componente della COMMISSIONE PARLAMENTARE PER IL PARERE SULLA NUOVA TARIFFA GENERALE DEI DAZI DOGANALI (III legislatura)
- Componente della COMMISSIONE DI VIGILANZA SULLA BIBLIOTECA (III legislatura)
- Componente della XI COMMISSIONE (AGRICOLTURA E FORESTE) (IV legislatura)
- Componente della COMMISSIONE SPECIALE PER L'ESAME DEL DISEGNO DI LEGGE N.142 "AUTORIZZAZIONE ALL'ESERCIZIO PROVVISORIO DEL BILANCIO 1963 - 1964" (IV legislatura)
- Componente della COMMISSIONE PARLAMENTARE CONSULTIVA PER IL PARERE SULLA NUOVA TARIFFA GENERALE DEI DAZI DOGANALI (IV legislatura)